# Gouania glandulosa
Gouania glandulosa là một loài thực vật có hoa trong họ Táo. Loài này được Boivin ex Tul. mô tả khoa học đầu tiên năm 1857.